# Katja Bellinghausen
Katja Bellinghausen (* 25. März 1961 in Siegburg, Nordrhein-Westfalen) ist eine deutsche Schauspielerin.

## Leben
Katja Bellinghausen wurde 1982 von Günter Krämer, damals Schauspiel Direktor am Staatstheater Stuttgart, entdeckt und spielte ihre erste Rolle an der Seite von Fritz Lichtenhahn und Grete Wurm. Ihre erste große Rolle spielte sie 1983 als Anna in der Inszenierung von Torsten Fischer am Wallgraben-Theater in Freiburg. Danach wurde sie am Theater Bremen von Günter Krämer fest im Ensemble engagiert.
1988 wechselte sie für ein Jahr an das Volkstheater in Wien. Von 1990 bis 1995 erhielt sie ein Engagement am Kölner Schauspielhaus, wo sie erneut mit Günter Krämer, Torsten Fischer, Werner Schroeter und Walter Bockmayer zusammenarbeitete.
Einem breiteren Publikum wurde Katja Bellinghausen 1995 bekannt, als sie in der mehrfach ausgezeichneten Serie Lukas an der Seite von Dirk Bach in 64 Folgen dessen Freundin Coco darstellte.
1995 gründete Bellinghausen zusammen mit ihrem Ehemann Michael Hengl die 1492 Gruppe, die sich speziell auf die Förderung der kollektiven Intelligenz in Organisationen fokussiert hat.
2012 stand Bellinghausen auf der Bühne des Renaissance-Theaters in Berlin, in der Uraufführung des Stückes Geister in Princeton als Adele Gödel von Daniel Kehlmann über den Mathematiker Kurt Gödel. Von 2014 bis 2015 spielte Katja Bellinghausen am Theater in der Josefstadt Wien, in die Kameliendame die Rolle der Prudence Duvernoy.
2017 spielte Katja Bellinghausen in dem Kinodrama Wir töten Stella an der Seite von Martina Gedeck und Matthias Brandt.
2018 war Bellinghausen zertifizierte Lehrerin am „Search Inside Yourself Leadership Institute“, das bei Google auf der Grundlage der Neurowissenschaften entstanden ist. Sie führt das Programm über emotionale Intelligenz, Achtsamkeit und Führung für Organisationen durch.
2021 hielt Bellinghausen einen TEDx-Talk über das Thema Happiness is a choice.

## Filmografie (Auswahl)
- 1992–1994 Dirk Bach Show (RTL)
- 1996–2001: Lukas (Fernsehserie)
- 2002: Der kleine Mönch (Fernsehserie)
- 2007: Tatort – Sterben für die Erben
- 2017: Wir töten Stella